# Zwischenspiel
Zwischenspiel, teils auch Intermezzo (italienisch für Zwischenspiel, wörtlich Pause; auch Intermedio), im Bühnenjargon Lückenbüßer, nennt man Einschübe oder Überleitungen in künstlerischen Medien. Es gibt Intermezzi einerseits als eigenständige Formen, bis hin zum mit dem Hauptwerk kontrastierenden Genre. Anderseits verfügen sie nur über untergeordnete kompositorische und dramaturgische Elemente. Die Intermezzi in Musik und Schauspiel, aber auch Bühnenwerk, Lyrik und Literatur, Film und Erzählkunst haben sich in Form und Funktion gegenseitig in der Kunstgeschichte vielfältig beeinflusst.

## Eigenständige Formen
- Intermezzo, Satz oder einsätziges Stück in der Instrumentalmusik.
- Zwischenspiel, Intermedium, komische Einlage zwischen den Akten eines Schauspiels.
- Embolium (griechisch εμβόλιον embolion), im antiken Theater pantomimische Kleinform zwischen den Akten.
- Entracte, musikalische Einlage für Theaterstücke, ursprünglich schlichte Madrigale (unterhaltende Singgedichte), später auch rein instrumental.
- Intermezzo, ein Zwischenspiel in Opern, anfangs auch Madrigale, später übernimmt das Ballett diese Rolle.
- Zwischenmusik, eine Form, die sich auch im Hörspiel und im Hörbuch erhalten hat.
- Skit, ist ein kurzes hörspielartiges Stück auf einem Musik-Album.

Übertragen findet sich das auch in den Entremeses, spanischen Kurzstücken, die als Pausenfüller zwischen den Mahlzeiten dienten (ab dem 13. Jh.).

## Übergangspart in einem Musikstück
- Interludium (von lateinisch inter ‚zwischen‘ und ludus ‚Spiel‘), musikalisches Zwischenspiel, allgemein die Überleitung von einem Hauptteil zum nächsten oder die Verbindung der einzelnen Strophen (in Lied, Choral und ähnlichem) durch einige Takte Instrumentalsatz
- Ritornell oder Refrain (‚das Wiederkehrende‘), Teil eines Rondos, der im Verlaufe dieses Musikstückes mehrfach wiederkehrt
- Bridge (englisch für Brücke), charakteristischer überleitender Formteil in Jazz, Pop und Rock
- Break (engl. für Bruch, Unterbrechung), kurzer Einschub am Ende eines formalen Abschnitts, häufig am Ende der Bridge, in der Popmusik